# 隆の勝伸明
隆の勝 伸明（たかのしょう のぶあき、 1994年11月14日 - ）は、千葉県柏市出身で常盤山部屋（入門時は千賀ノ浦部屋）所属の現役大相撲力士。本名は石井 伸明（いしい のぶあき）。身長184cm、体重173kg、血液型はO型。最高位は西関脇（2020年11月場所 - 2021年5月場所、2022年1月場所）。好物は肉料理（特に生姜焼き）、白米。好きな言葉は「笑う門には福来る」。

## 来歴

### 入門前
6人兄弟の4番目で、他の兄弟は皆細身だったのに対し、伸明少年のみ体格に恵まれており、小学1年の時から地元の相撲大会に出場し、3年生の時に地元・千葉県の柏相撲少年団で本格的に相撲を始めた。厳格な父の指導もあり最初は嫌がっていた稽古も積極的に取り組むようになった。少年団での稽古は1日4時間、週2回から3回であったが、学年が上がるにつれて自主稽古が増え、ある時期には週に2、3回、家で30分間延々と四股を踏んでいた。「中卒で大相撲に入るまでずっと通っていました。稽古は厳しかったけど、小さい頃はとにかく相撲が楽しかった記憶があります」と本人は少年団時代を振り返っていた。
中学時代には全国中学校相撲選手権に千葉県代表として団体戦メンバーの1人として出場。同じ団体戦メンバーには大翔鵬がいた。中学卒業と同時に千賀ノ浦部屋に入門。19代千賀ノ浦（元関脇・舛田山）は「高校はいつでも行けるけど相撲は若い内しか取れないよ」と口説き、これが決め手となった。四股名は師匠の19代千賀ノ浦の現役時代の四股名から一字貰った「舛ノ勝」とした。入門同期生には輝、千代ノ皇らがいる。

### 初土俵から新十両昇進まで
2010年3月場所で初土俵を踏み、前相撲は二番出世。序ノ口を1場所で、序二段と5場所でそれぞれ通過。この間2010年11月場所の負け越し（2勝5敗）以外は全て勝ち越し、2011年7月場所で三段目に昇進。三段目でも2011年9月場所の負け越し（3勝4敗）以外は全て勝ち越し、2012年5月場所で幕下に昇進した。2014年に2回三段目落ちを経験したが1場所で幕下復帰をして、2015年1月場所以降は幕下に定着した。
2016年4月に師匠が20代千賀ノ浦（元小結・隆三杉）へ代替わりし、部屋が出羽海一門から貴乃花一門へ移籍すると、貴乃花一門の貴乃花部屋や阿武松部屋へ出稽古へ通うようになって良質な稽古を積めるようになり、幕下上位へ定着した。2017年1月場所で、四股名を読みはそのまま「舛の勝」へ変更した。師匠の考えで、心機一転などの意味合いを込めた改名であったが、改名後は勝ち越しを続けて、同年9月場所で自己最高位となる東幕下3枚目の番付で6勝1敗としたことで、翌11月場所での新十両昇進が決まった。柏市からの関取誕生は麒麟児以来44年ぶり（麒麟児は旧柏町出身）で、このことは柏市の広報でも伝えられた。また、十両昇進に合わせて、20代千賀ノ浦の現役時代に因み、四股名を「隆の勝」へ再改名した。新十両昇進に際して隆の勝は「本当に夢みたい。目標にしていた場所に上がれてめちゃくちゃうれしい」と喜びを見せる一方で、「同期の輝や、（年下の）阿武咲や貴景勝が活躍している。負けたくない気持ち」と闘志を見せた。「11月場所はまずは勝ち越し、あわよくば十両優勝を目標としている」と抱負を述べた。

### 新十両昇進から新入幕まで
師匠からは「俺は新十両で10番“しか”勝てなかった」とさりげなくプレッシャーをかけられつつも、最終的に9勝6敗で勝ち越し。その後も勝ち越しを続け、2018年5月場所は幕内昇進を伺う西十両3枚目まで番付を伸ばした。直前の5月7日に時津風部屋で行われた幕内力士8人が集まって行われた合同稽古では時津風一門の横綱である鶴竜と5番取って1勝4敗、この日唯一鶴竜に土を付けた力士となった。場所では序盤から黒星が先行して12日目に関取として初の負け越しが決定。しかし残りを3連勝として1点の負け越しに抑えた。
番付を半枚落として迎えた7月場所は先場所から一転して持ち味の押し相撲が冴え、特に中日以降は7連勝とするなど13勝2敗の好成績を挙げた。9日目から星の差1つで追走していた貴ノ岩が千秋楽で旭秀鵬に敗れたため優勝決定戦にも進出したが、引き落としで敗れて十両優勝は果たせなかった。十両で13勝を挙げながら優勝できなかったのは2014年7月場所の逸ノ城以来4年ぶりとなる。それでも続く9月場所は新入幕を果たし、東前頭14枚の地位を与えられた。両国国技館内で内で行われた記者会見では「幕内はテレビでみる世界だった。番付の一番上に名前が載り本当にうれしい。めちゃめちゃ、うれしいです」と話し、師匠は「今はまだ通過点。ぜひ、なってほしい」と自分が経験した三役力士への成長を願った。

### 新入幕以降
9月場所は二桁白星と三賞受賞を目指していたが、13日目に6敗目を喫して2桁白星は不可能になり、この場所は8勝7敗に終わった。三賞に関しては、そもそもこの場所は大相撲史上初の三賞すべて該当者なしという結果になっている。この場所の勝った8番中3番は捕まってからの寄り切り、2番は攻めあぐねた状況での突き落としであった。10月5日の秋巡業足利場所では巡業3日目で初めて稽古土俵に立った稀勢の里に胸を出してもらい、8分間ぶつかり稽古を行った。この日の稽古後に稀勢の里は「スタミナはあると思う。（厳しい稽古を）普段からやっているんじゃないですか。お互い良い稽古になる」と評価し、今後に期待した様子だった。
2019年4月20日の春巡業柏場所は御当地場所。ぶつかり稽古では大関・髙安に、たっぷりかわいがられ稽古をつけてもらった。稽古後は、地元テレビ局や新聞社の取材が特別に設けられ、5人の兄弟はじめ家族全員が応援に駆けつけるなど、地元で晴れ姿を披露した。
2020年3月場所では、無観客の中9日目までに1敗と優勝争いにも加わり、最終的には12勝3敗の好成績で、自身初の三賞となる敢闘賞を受賞した。7月場所でも東前頭2枚目の番付で8勝7敗とし勝ち越した。9月場所では西前頭筆頭で10勝5敗。11月場所では新三役・新関脇として臨み8勝7敗で終えて見事勝ち越し、平成以降では照ノ富士以来史上4人目となる新三役・新関脇としての勝ち越しとなった。場所を終えて「勝ちたい勝ちたいという思いが強すぎて自分の相撲が取り切れていなかった」と反省した一方、同部屋の大関・貴景勝が優勝決定戦で幕内最高優勝を決めたことに対して「ああやって自分の相撲を取りきれるメンタルは本当にすごい」と刺激を受けたことを明かした。
2020年11月26日、所属する千賀ノ浦部屋が師匠の名跡変更で常盤山部屋へ改称されたことに伴い、常盤山部屋所属になった。
2021年1月場所で2桁白星を挙げれば続く3月場所は大関獲りの場所に発展する状況となったが、本人は「（大関は）目標としてはあるけど、考えすぎないことが一番。稽古場の相撲が取れれば（12勝した前年の）3月みたいにいい相撲が取れるんじゃないかと思います」とコメント。結果的には9勝6敗で終えた。3月場所は千秋楽で勝ち越しを決め、8勝7敗で終えた。5月場所は、星が伸びず、12日目に負け越し、最終的には5勝10敗で終え、三役の座を失うことが確実な情勢となってしまう。11月場所は11勝4敗の好成績を残し、千秋楽勝てばという条件付きであった敢闘賞を自身2度目の受賞。2022年1月場所の返り三役が確実視される中、12月14日の稽古後には2022年に向けて「飛躍の年にしたいですね。もう一つ上の番付を目指したい」と、大関昇進への意欲を語った。
1月場所は西関脇で7勝8敗となり、続く3月場所は東小結に降下。それまで関脇在位5場所ながら小結在位は自身初。
5月場所は最初仕上がりが悪いと見られ、北の富士から「別人のようにもろくなっている」「明らかに稽古不足である」と批判された。しかし中日終了時点で金星1つを含む6勝2敗でトップタイと前半は絶好調。10日目に勝ち越しを決めたが、これは9日目に決めた2020年3月場所以来の早さの給金直し。12日目終了時点では2敗を維持して首位を独走。この場所は千秋楽に4敗目を喫するまで優勝争いに加わり続け、11勝4敗の好成績。千秋楽の取組結果を待たず自身初の殊勲賞の受賞が決定。翌7月場所は三役から平幕に落ちた力士がいなかったため番付運に恵まれず僅か3枚上昇にとどまる西前頭筆頭の地位で土俵に上がることとなった。
2023年1月場所東前頭9枚目の地位で6勝9敗と負け越すも、部屋の貴景勝の優勝パレードの旗手を務めた。
2023年11月場所は右膝負傷で途中休場。12月8日に半月板の割れた部分を除去する内視鏡手術を受け、回復が順調なため2024年1月場所出場の意向を示した。
2024年の一部報道では、師匠の常盤山が見出して育ての弟子とした縁から、常盤山が後継者候補に位置付けていると報じられた。
7月2日、青森県出身で3学年下の一般女性と結婚していたことを明かした。結婚した時期は非公表で、挙式は2025年を予定していると発表された。
7月場所は東前頭6枚目で4勝3敗の後中日から連勝で優勝争いに加わり、13日目からは関脇・霧島、横綱・照ノ富士、関脇・大の里を相次いで倒し12勝3敗の優勝同点となったものの、優勝決定戦で照ノ富士に敗れ優勝を逃した。この場所では敢闘賞を獲得したが、優勝すれば受賞という条件付きで候補に挙がった殊勲賞は逃した。しかし7月場所で関脇・小結全員が勝ち越したことにより、9月場所は東前頭筆頭にとどまる。11場所は11勝4敗の好成績で、千秋楽の若隆景戦に勝った場合の条件付きで敢闘賞の候補となり、勝って自身4度目の受賞。
2024年は年間6場所を平幕として過ごした力士としては最多の金星2個を記録。なお、この年の照ノ富士との本割の対戦成績は隆の勝の2戦全勝である（優勝決定戦で1敗）。

## 取り口
基本的には喉輪を主軸とした押し相撲を武器としているが、右を差してから寄る相撲もある。
喉輪やもろ手突きで相手の上体を起こしてからそのまま突っ張って押し切るか、突いていく流れで右を差して一気に寄っていく取り口である。
元々は突き押し一辺倒であったが、弟弟子の貴景勝と日々稽古をしていく中で右差しの相撲を覚え、結果として関脇まで昇進している。関取昇進後は稽古と食事で体格と持久力を向上させた。
2020年3月場所は馬力のある突き押しに加え右を差しての相撲も目立ったが、2020年5月に本人が語ったところによると「自分の相撲をつかみ始めたのは出稽古を積極的にするようになった3、4年前くらいからです」とのこと。
怪我に強い力士であるのも特徴であり、場所中でも痛そうだと整体師の母に判断されたら母がすぐ治療しに行くため、大きな怪我に発展しづらい。
貴景勝が部屋に移籍して以降は彼との稽古で強くなった。2020年9月場所4日目の大栄翔戦では相手の突きを上手くいなして低い姿勢からの押し相撲で勝利し、藤島から「地力がついているということだ」と評された。
2021年1月場所前に舞の海は自身のコラムで「右を差して出ると勝ったようなものであるという安定感があるが、激しい相撲、横からの攻めには弱い」という内容の指摘をしていた。
2021年3月場所中、北の富士は肩幅を活かした右四つの相撲を評価した一方で、押し相撲に徹するべきだと話した。
2022年5月場所中、花田虎上は自身のコラムで、それより数場所前は頭から行って右を差すという1つの動作しかなかったのが、この場所では突っ張ってみたり差した右は下手を取って投げを打つなど攻撃のバリエーションを増やしたと評している。また、場所前に課題に挙げていた出足もこの場所では速さが目立った。

## エピソード

### 化粧廻し・タニマチ
- 十両昇進を機に琴剣の描いた化粧廻しを使用している[9]。
- 関脇昇進を機に、ノブドッグが描かれた化粧まわしを使用している[40][41]。

### 趣味・嗜好
- ONE OK ROCKのファン[8]。
- ONE OK ROCK 2019年11月27日 福岡公演に参戦。アリーナ席から4人ステージに呼ばれたうちの1人。メンバーとのトークも楽しんだ。その時の写真はTAKAのインスタに掲載。
- 「おにぎり君」というあだ名がありながら、梅干しが嫌い[42]。
- 好きなゲームは『フォートナイト』であり、部屋の若い衆と一緒にプレイする[43]。
- 2023年7月場所前、既に名古屋入りしていた隆の勝は連日の猛暑の中でも食欲が落ちることが無く、6日には名古屋名物の手羽先を8人前（40本、1本の可食部が35gとして、全部で1400g）を軽く平らげた[44]。
- 十両に上がったばかりの頃の相撲雑誌の記事によると、酒は全く飲めないとのこと[45]。

### 家族
- 整体師の母に育てられていたが、「姿勢が悪くなるから」という理由で携帯ゲームは禁止されていた。一方、テレビゲームは禁止されていなかった[5]。
- 女子バスケットボール選手の永田萌絵はいとこにあたる[46]。

### 角界関係者との関係
- 同じ柏市（旧東葛飾郡）の郷土力士であった麒麟児が死去した際には、北陣親方として協会に所属していた間の関わりを「2、3回話したけど、向こうも（同郷だとは）知っていないと思う」と振り返り「（柏市出身）第1号になれるように」と、大関昇進に意欲を示した[47]。
- 生年は異なるが、千代大龍とは誕生日が同じ（11月14日）。2021年11月場所初日はその千代大龍と共に「誕生日での白星」を挙げて話題となった[48]。

### 角界外部との関係
- 田名部生来がAKB48に在籍していた頃「推しメン」として応援しており、十両昇進時に田名部との対談が実現している[3]。

### 身体
- 2020年末に日本相撲協会公式YouTubeチャンネルが公開した動画の企画で握力測定をしたところ、右手で69kg、左手で73kgを記録した[49]。
- 2020年末から2021年始にかけては、Uber Eatsで165kgの体重を維持していた様子が伝えられた[50]。

### イベント・トークショー
- 2022年10月23日、Xリーグの公式戦であるIBM-アサヒビール戦の試合前に自身による始球式を実施することとなった[51]。
- 2023年4月29日の春巡業成田場所では、郷土の千葉県出身の琴ノ若と共にトークショーを行い、力士でなかった人生を想像する質問に「食べるのは好きなので、料理人か甘い物を作る人」と話し、満面の笑みを浮かべた。その後、直前の同年3月場所で三役として初の2ケタ白星がお預けとなったままなだけに「まずは早く勝ち越して、2ケタ、それ以上を目指して、常に上で争っていけるようになりたい」と力説[52]。

## 主な成績
2025年7月場所終了現在

### 通算成績
- 通算成績：528勝449敗21休（91場所）
- 幕内成績：272勝259敗12休（36場所）

### 各段優勝
- 幕内最高優勝同点：1回

### 三賞・金星
- 三賞：5回
  - 殊勲賞：1回（2022年5月場所）
  - 敢闘賞：4回（2020年3月場所、2021年11月場所、2024年7月場所、11月場所）
- 金星：3個
  - 照ノ富士：3個（2022年5月場所、2024年3月、7月場所）

### 場所別成績
| | 一月場所 初場所（東京） | 三月場所 春場所（大阪） | 五月場所 夏場所（東京） | 七月場所 名古屋場所（愛知） | 九月場所 秋場所（東京） | 十一月場所 九州場所（福岡） |
| --- | ----------------------- | ----------------------- | ----------------------- | --------------------------- | ----------------------- | --------------------------- |
| 2010年 （平成22年） | x                       | （前相撲）              | 東序ノ口17枚目 4–3      | 西序二段103枚目 5–2         | 西序二段55枚目 5–2      | 西序二段13枚目 2–5          |
| 2011年 （平成23年） | 西序二段52枚目 4–3      | 八百長問題 により中止   | 西序二段26枚目 5–2      | 西三段目75枚目 5–2          | 西三段目45枚目 3–4      | 東三段目62枚目 5–2          |
| 2012年 （平成24年） | 東三段目36枚目 5–2      | 西三段目10枚目 4–3      | 東幕下60枚目 4–3        | 西幕下51枚目 4–3            | 西幕下44枚目 4–3        | 東幕下36枚目 3–4            |
| 2013年 （平成25年） | 西幕下44枚目 6–1        | 東幕下18枚目 3–4        | 東幕下28枚目 4–3        | 東幕下23枚目 2–5            | 東幕下40枚目 3–4        | 西幕下46枚目 2–5            |
| 2014年 （平成26年） | 東三段目筆頭 4–3        | 東幕下53枚目 4–3        | 東幕下46枚目 4–3        | 西幕下38枚目 3–4            | 東幕下48枚目 2–5        | 東三段目11枚目 5–2          |
| 2015年 （平成27年） | 東幕下48枚目 6–1        | 東幕下20枚目 5–2        | 東幕下12枚目 2–5        | 西幕下29枚目 5–2            | 西幕下14枚目 2–5        | 東幕下32枚目 4–3            |
| 2016年 （平成28年） | 東幕下26枚目 4–3        | 東幕下22枚目 5–2        | 東幕下11枚目 3–4        | 東幕下17枚目 4–3            | 西幕下13枚目 5–2        | 東幕下6枚目 2–5             |
| 2017年 （平成29年） | 東幕下15枚目 5–2        | 東幕下8枚目 4–3         | 西幕下6枚目 4–3         | 東幕下5枚目 4–3             | 東幕下3枚目 6–1         | 西十両13枚目 9–6            |
| 2018年 （平成30年） | 東十両9枚目 9–6         | 西十両6枚目 8–7         | 西十両3枚目 7–8         | 東十両4枚目 13–2            | 東前頭14枚目 8–7        | 西前頭13枚目 4–11           |
| 2019年 （平成31年 /令和元年） | 西十両2枚目 2–4–9       | 東十両13枚目 11–4       | 東十両4枚目 7–8         | 西十両4枚目 9–6             | 東十両2枚目 10–5        | 西前頭12枚目 10–5           |
| 2020年 （令和2年） | 東前頭9枚目 7–8         | 東前頭9枚目 12–3 敢     | 感染症拡大 により中止   | 東前頭2枚目 8–7             | 西前頭筆頭 10–5         | 西関脇 8–7                  |
| 2021年 （令和3年） | 西関脇 9–6              | 西関脇 8–7              | 西関脇 5–10             | 東前頭2枚目 8–7             | 西前頭筆頭 7–8          | 西前頭2枚目 11–4 敢         |
| 2022年 （令和4年） | 西関脇 7–8              | 東小結 4–11             | 西前頭4枚目 11–4 殊★    | 西前頭筆頭 1–6–8            | 西前頭10枚目 8–7        | 東前頭9枚目 7–8             |
| 2023年 （令和5年） | 東前頭9枚目 6–9         | 西前頭11枚目 8–7        | 西前頭8枚目 7–8         | 東前頭9枚目 8–7             | 東前頭4枚目 6–9         | 西前頭6枚目 5–6–4           |
| 2024年 （令和6年） | 東前頭12枚目 10–5       | 西前頭3枚目 5–10 ★      | 東前頭8枚目 8–7         | 東前頭6枚目 12–3 敢★        | 東前頭筆頭 4–11         | 東前頭6枚目 11–4 敢         |
| 2025年 （令和7年） | 東前頭筆頭 6–9          | 西前頭3枚目 3–12        | 西前頭12枚目 8–7        | 東前頭11枚目 9–6            | x                       | x                           |
| 各欄の数字は、「勝ち-負け-休場」を示す。 優勝 引退 休場 十両 幕下 三賞：敢=敢闘賞、殊=殊勲賞、技=技能賞 その他：★=金星 番付階級：幕内 - 十両 - 幕下 - 三段目 - 序二段 - 序ノ口 幕内序列：横綱 - 大関 - 関脇 - 小結 - 前頭（「#数字」は各位内の序列） |                         |                         |                         |                             |                         |                             |

## 略歴
- 2010年3月場所 - 初土俵
- 2010年5月場所 - 序ノ口
- 2010年7月場所 - 序二段
- 2011年7月場所 - 三段目
- 2012年5月場所 - 幕下
- 2017年11月場所 - 十両
- 2018年9月場所 - 幕内
- 2020年11月場所 - 新関脇（新三役）
- 2022年3月場所 - 新小結

## 合い口
いずれも2025年7月場所終了現在
（以下は最高位が横綱・大関の現役力士）
- 横綱・豊昇龍には3勝8敗。豊昇龍の大関在位中は1勝4敗、豊昇龍の横綱昇進後は1敗。
- 横綱・大の里には2勝4敗。大の里の大関在位中は1勝2敗。大の里の横綱昇進後は対戦なし。
- 大関・琴櫻には2勝8敗。琴櫻の大関昇進後は1勝4敗。
- 元大関・髙安には5勝4敗。いずれも髙安の大関陥落後における対戦成績である。
- 元大関・朝乃山には1勝6敗。朝乃山の大関在位中は1勝4敗。
- 元大関・正代には10勝9敗。正代の大関在位中は5勝5敗。
- 元大関・御嶽海には11勝9敗。御嶽海の大関在位中は1勝2敗。
- 元大関・霧島には12勝4敗。霧島の大関在位中は2勝。

（以下は最高位が横綱・大関の引退力士）
- 元横綱・白鵬には2敗。
- 元横綱・照ノ富士には5勝8敗。他に優勝決定戦で1敗がある。照ノ富士の大関在位中は2敗、横綱昇進後は3勝5敗。最後の勝利は2024年7月場所で、決まり手は寄り切り。
- 元大関・琴奨菊には1勝。琴奨菊の大関陥落後における対戦成績である。
- 元大関・栃ノ心には6勝1敗。いずれも栃ノ心の大関陥落後における対戦成績である。

### 幕内対戦成績
| 力士名   | 勝数  | 負数 | 力士名   | 勝数 | 負数 | 力士名   | 勝数 | 負数 | 力士名   | 勝数 | 負数 |
| -------- | ----- | ---- | -------- | ---- | ---- | -------- | ---- | ---- | -------- | ---- | ---- |
| 碧山     | 4     | 4    | 朝紅龍   | 2    | 0    | 朝乃山   | 1    | 6    | 東龍     | 3    | 0    |
| 熱海富士 | 3     | 4    | 阿炎     | 2    | 8    | 荒鷲     | 1    | 0    | 勢       | 1    | 1    |
| 石浦     | 3     | 2    | 逸ノ城   | 3    | 5    | 一山本   | 4    | 1    | 宇良     | 6    | 5    |
| 遠藤     | 7     | 5    | 炎鵬     | 1    | 1    | 欧勝馬   | 1    | 0    | 阿武剋   | 1    | 0    |
| 阿武咲   | 11(1) | 7    | 王鵬     | 3    | 5    | 大の里   | 2    | 4    | 隠岐の海 | 5    | 6    |
| 魁聖     | 1     | 0    | 輝       | 6    | 6    | 嘉陽     | 0    | 1    | 霧島     | 12   | 4    |
| 金峰山   | 2     | 4    | 草野     | 1    | 0    | 豪ノ山   | 3    | 5(1) | 琴栄峰   | 1    | 0    |
| 琴恵光   | 2     | 1    | 琴櫻     | 2    | 8    | 琴奨菊   | 1    | 0    | 琴勝峰   | 5    | 7    |
| 琴勇輝   | 0     | 1    | 佐田の海 | 7    | 6    | 獅司     | 2    | 0    | 志摩ノ海 | 2    | 1    |
| 正代     | 10    | 9    | 湘南乃海 | 1    | 3    | 松鳳山   | 2    | 2    | 大奄美   | 0    | 1    |
| 大栄翔   | 9     | 12   | 大翔鵬   | 3    | 1    | 大翔丸   | 1    | 2    | 貴ノ岩   | 0    | 1    |
| 髙安     | 5     | 4    | 宝富士   | 10   | 3    | 玉鷲     | 8    | 3    | 美ノ海   | 1    | 0    |
| 千代翔馬 | 6     | 5    | 千代大龍 | 3    | 2    | 千代の国 | 4    | 0    | 千代丸   | 2    | 2    |
| 剣翔     | 2     | 2    | 照強     | 1    | 2    | 照ノ富士 | 5    | 8*   | 時疾風   | 1    | 1    |
| 德勝龍   | 1     | 0    | 栃煌山   | 1    | 0    | 栃大海   | 1    | 0    | 栃ノ心   | 6    | 1    |
| 翔猿     | 5     | 6    | 友風     | 2    | 0    | 錦木     | 4    | 3    | 錦富士   | 0    | 5    |
| 白鵬     | 0     | 2    | 英乃海   | 2    | 0    | 平戸海   | 3    | 4    | 藤ノ川   | 0    | 1    |
| 武将山   | 1     | 0    | 豊昇龍   | 3    | 8    | 北青鵬   | 2    | 2    | 北勝富士 | 7(1) | 9    |
| 御嶽海   | 11    | 9    | 水戸龍   | 1    | 2    | 翠富士   | 2    | 4    | 妙義龍   | 8    | 6    |
| 明生     | 5     | 8    | 豊山     | 2    | 2    | 嘉風     | 1    | 0    | 竜電     | 7    | 3    |
| 狼雅     | 2     | 1    | 若隆景   | 5    | 8(1) | 若元春   | 2    | 3    |          |      |      |

- 他に優勝決定戦で照ノ富士に1敗。

## 改名歴
- 舛ノ勝 伸明（ますのしょう のぶあき）2010年3月場所 - 2016年11月場所
- 舛の勝 伸明（ますのしょう のぶあき）2017年1月場所 - 2017年9月場所
- 隆の勝 伸明（たかのしょう のぶあき）2017年11月場所 -

## メディア出演

### テレビ番組
- ニュース シブ5時「能町みね子のシブ5時相撲部」（2020年7月17日、NHK総合）

### ラジオ
- 大相撲を愛する皆さんに贈るラジオ ～力士たちの今～ （2020年6月20日、NHKラジオ第一）